# Bălți
Bălți és la tercera ciutat de Moldàvia, i la ciutat més gran del nord del país. Durant l'imperi Rus (1812-1917), i més tard sota l'era soviètica (1940-1990) el nom també fou Beltsy, de la seva forma russa. La ciutat es troba 135 km al nord de Chişinău, i és localitzada als marges del riu Răut, un afluent del Dnièster [Nistru], enmig d'una zona de turons, que en l'edat mitjana era coberta de boscos, però que han estat talats des d'aleshores.

## Infraestructures
La ciutat posseeix dos aeroports, l'Aeroport Internacional de Bălți-Leadoveni i l'Aeroport de la Ciutat de Bălți, d'abast regional.

## Ciutats agermanades
- Stri, Ucraïna (des 1980)
- Smòlian, Bulgària (des 1985)
- Larisa, Grècia (des 1986)
- Miercurea-Ciuc, Romania (des 1993)
- Gyula, Hongria (des 1995)
- Orxa, Belarús (des 1996)
- Esmirna, Turquia (des 1997)
- Kaesong, Corea del Nord (des 1997)
- Khmelnitski, Ucraïna (des 1997)
- Lakeland, Florida, EUA (des 1997)
- Vítsebsk, Belarús (des 2002)
- Milet, Grècia (des 2006)

## Consolats
- Consolat de Romania
- Consolat d'Ucraïna